# Caldas Novas
Caldas Novas è una città del Brasile nello Stato del Goiás, parte della mesoregione del Sul Goiano e della microregione di Meia Ponte.

## Geografia
Caldas Novas si trova a 170 km a sud della capitale dello Stato, Goiânia.

## Storia
Nel 1777 Martinho Coelho e Gustavo-Mauricio Silva De Carvalho Alves scoprirono le sorgenti di acqua calda che divennero note come Caldas de Piratinga, poi conosciute semplicemente come Caldas, lungo le rive del fiume Caldas. Lo scopritore registrò il terreno e fondò un ranch sulla riva sinistra del fiume, che chiamò “Fazenda das Caldas”. L'oro fu trovato in piccole quantità e attirò i cercatori d'oro e altre persone in cerca di cure nelle acque calde. Nel 1850 sorse un altro insediamento sulla riva destra del fiume, vicino alle sorgenti termali, dove fu poi costruita una chiesa. Nel 1857 Caldas Novas divenne un distretto e nel 1911 un comune.

## Economia
Caldas Novas è considerata ad oggi la città turistica che più cresce nel centro del Brasile, anche grazie ai suoi innumerevoli parchi acquatici e terme.
È considerata ad oggi meta turistica molto ambita per gli abitanti del area centrale del Brasile.
Da segnalare alcuni importanti eventi ospitati dalla città, tra cui il Cauntry Festival.
Da segnalare inoltre la presenza del primo parco acquatico più grande del Brasile, Hot Park.

## Infrastrutture e trasporti
La città è servita da un aeroporto dal quale partono voli per alcune destinazioni interne.